# BAR 01
El BAR 01 (también conocido como BAR PR01) fue el coche con el que el equipo British American Racing de Fórmula 1 compitió en la temporada 1999 de Fórmula 1, su año inaugural en la serie tras la compra de Tyrrell. Lo conducía Jacques Villeneuve, el campeón de 1997 que había dejado Williams para trabajar con el director del equipo, Craig Pollock, su manager y buen amigo. El segundo piloto fue Ricardo Zonta, campeón de Fórmula 3000 de 1997 y campeón de FIA GT de 1998, aunque Mika Salo sustituiría a principios de temporada después de que el brasileño se lesionara el tobillo en Interlagos.
Sin embargo, a pesar del pedigrí de conducción de Villeneuve y Zonta, y la experiencia técnica de Reynard Motorsports, el año fue un desastre y una gran decepción para el equipo, especialmente después de que Adrian Reynard intentara asegurar la pole position y la victoria en su primera carrera. Los coches solían ser bastante competitivos y parecían aspirantes a sumar puntos en varias ocasiones (Villeneuve, en un momento, había quedado tercero brevemente durante el Gran Premio de España), pero la confiabilidad era terrible, y Villeneuve fue el único que no pudo terminar las primeras once carreras de la temporada. El resultado final fue último en el Campeonato de Constructores sin puntos, detrás de equipos mucho más pequeños como Minardi, Arrows y Sauber.

## Patrocinio y livery
Antes de que comenzara la temporada 1999, BAR tuvo problemas con la FIA. BAR había deseado tener una decoración diferente en cada automóvil, como lo hacían sus coches de exhibición. El coche de Jacques Villeneuve exhibiría la marca Lucky Strike y el coche de Ricardo Zonta tendría la marca 555. Ambas son marcas de cigarrillos propiedad de la empresa matriz del equipo, British American Tobacco. Las regulaciones de la FIA establecen que ambos autos deben tener las liverys idénticas, con sólo diferencias menores como el número del coche, la bandera de nacionalidad del conductor y el nombre. 
Se creó un diseño de solución rápida, lo que dio como resultado un diseño de livery doble con la marca Lucky Strike cubriendo el lado izquierdo del automóvil y la marca 555 en el lado derecho. La decoración del coche tenía entonces una "cremallera" en el centro, que se extendía ampliamente en el extremo del morro para permitir que otros patrocinadores no se vieran afectados por el diseño de dos colores. Los patrocinadores de equipos menores y otros anuncios en el coche estaban sobre un fondo plateado. El alerón trasero también se vio comprometido para evitar que la doble sección afectara el pequeño espacio: 555 tenía el lado hacia adelante y Lucky Strike tenía el lado hacia atrás. Este diseño de librea fue aprobado por la FIA. 
La livery en sí solo se usó para la temporada 1999, ya que BAR pasó a usar casi exclusivamente la marca Lucky Strike. Todos los trajes de los mecánicos también eran mitad Lucky Strike y mitad 555, aparte de los conductores que tenían trajes y cascos diferentes. Jacques Villeneuve tenía la marca Lucky Strike en su traje y casco, mientras que Ricardo Zonta y Mika Salo tenían la marca 555 en el suyo. Para las carreras en las que no se permitía la publicidad del tabaco, 555 fue reemplazado por una triple luna creciente (como se hizo anteriormente con los coches de rally Subaru Impreza), mientras que Lucky Strike fue bloqueado en los costados y reemplazado con "Run Free" en la nariz y las alas del auto. . Esta modificación de la decoración se utilizó para los Grandes Premios de Francia, Gran Bretaña y Bélgica. 

## Resultados

### Fórmula 1
(Clave) (negrita indica pole position) (cursiva indica vuelta rápida)

| Año         | Motor        | Neu. | N.º | Pilotos            | 1   | 2   | 3   | 4   | 5   | 6   | 7   | 8   | 9   | 10  | 11  | 12  | 13  | 14  | 15  | 16  | Puntos | Pos. |
| ----------- | ------------ | ---- | --- | ------------------ | --- | --- | --- | --- | --- | --- | --- | --- | --- | --- | --- | --- | --- | --- | --- | --- | ------ | ---- |
| 1999        | Supertec V10 | B    |     |                    | AUS | BRA | SMR | MON | ESP | CAN | FRA | GBR | AUT | GER | HUN | BEL | ITA | EUR | MYS | JPN | 0      | NC   |
| 1999        | Supertec V10 | B    | 22  | Jacques Villeneuve | Ret | Ret | Ret | Ret | Ret | Ret | Ret | Ret | Ret | Ret | Ret | 15  | 8   | 10† | Ret | 9   | 0      | NC   |
| 1999        | Supertec V10 | B    | 23  | Ricardo Zonta      | Ret | DNQ |     |     |     | Ret | 9   | Ret | 15† | Ret | 13  | Ret | Ret | 8   | Ret | 12  | 0      | NC   |
| 1999        | Supertec V10 | B    | 23  | Mika Salo          |     |     | 7†  | Ret | 8   |     |     |     |     |     |     |     |     |     |     |     | 0      | NC   |
| Referencia: |              |      |     |                    |     |     |     |     |     |     |     |     |     |     |     |     |     |     |     |     |        |      |